# Elaine Aron
Elaine N. Aron é uma psicóloga e autora americana de pesquisa clínica. Aron publicou vários livros e artigos acadêmicos sobre temperamento herdado e relacionamentos interpessoais, especialmente sobre o assunto da sensibilidade de processamento sensorial, começando com o livro The Highly Sensitive Person (1996), que vendeu mais de um milhão de cópias no mundo.
Elaine Aron foi responsável por criar e popularizar a expressão "pessoa altamente sensível", também conhecida pela sigla PAS, que refere-se a pessoas que possuem uma sensibilidade emocional e sensorial elevada, maior do que a média da população.

## Vida e carreira
Elaine Aron formou-se Phi Beta Kappa pela Universidade da Califórnia, Berkeley, e mais tarde obteve um Master of Arts em psicologia clínica pela York University (Toronto) e um Ph.D. em psicologia clínica profunda no Pacifica Graduate Institute (Santa Bárbara, Califórnia). Ela estagiou no C. G. Jung Institute em São Francisco.
Aron é casada com Arthur Aron, professor de psicologia da SUNY-Stony Brook, com quem colabora em estudos sobre a interação do ambiente infantil com a SPS na previsão do funcionamento adulto. Em quase 50 anos de estudo do amor, o casal desenvolveu uma lista de 36 perguntas, já utilizada em centenas de estudos, para criar proximidade num ambiente de laboratório, quebrar barreiras entre estranhos e melhorar a compreensão entre agentes policiais e membros da comunidade.
Na década de 1980, os Aron também desenvolveram como uma explicação do amor o modelo de autoexpansão.